# Peshkopi
Peshkopi ([pɛʃkɔpi]; bepaalde vorm: Peshkopia; Macedonisch: Пешкопеја, Pesjkopeja; Turks: Debre-i Zir) is na de gemeentelijke herinrichting van 2015 een deelgemeente (njësitë administrative përbërëse) van de Albanese stad (bashkia) Dibër. De plaats, die 20 kilometer ten westen van de grens met Noord-Macedonië ligt, telt 13.000 inwoners (2011) en is de hoofdstad van de prefectuur Dibër. Qua inwoneraantal is Peshkopi iets kleiner dan Bulqizë, een andere plaats in de prefectuur Dibër.
Peshkopi is de kleinste van de twaalf prefectuurshoofdplaatsen van Albanië, en de enige die niet dezelfde naam als haar prefectuur draagt.

## Geografie
Peshkopi ligt in het brede dal van de Përroi e Peshkopisë, een zijrivier van de Zwarte Drin, en is de enige stad van haar district. Ze ligt op een hoogte van 651 meter, waarmee het Albaniës op een na hoogstgelegen hoofdstad van een prefectuur is — alleen Korçë ligt nog hoger.

## Sport
De voetbalclub KF Korabi Peshkopi werd opgericht in 1945 en komt uit in de noordelijke groep van de Kategoria e Dytë, de derde klasse in het Albanese voetbal. In het verleden speelde de ploeg al in de eerste klasse Kategoria Superiore. Het Stadiumi Korabi, waar de vereniging haar thuisbasis heeft, heeft een capaciteit van 3000 plaatsen.

## Geboren
- Hajredin Çeliku (1927), minister
- Arben Spahiu (1966), violist